# Tuvtjärnen, Ångermanland
Tuvtjärnen är en sjö i Strömsunds kommun i Ångermanland och ingår i Ångermanälvens huvudavrinningsområde.